# Polícia da moralidade

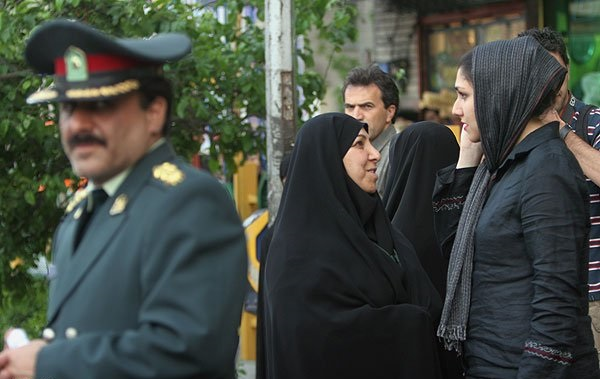
Guidance Patrol

A Patrulha de Orientação (em persa: گشت ارشاد), ou Polícia da Moralidade, é um esquadrão de vícios / polícia religiosa islâmica no Comando de Aplicação da Lei da República Islâmica do Irã, criado em 2005 com a missão de prender pessoas que violem o código de vestimenta islâmico, geralmente relativo ao uso por mulheres de hijabs cobrindo seus cabelos. De acordo com funcionários do governo, foi dissolvida em dezembro de 2022, após três meses de protestos contínuos pelos direitos das mulheres no Irã. Contudo tal não se verificou.

## História
Desde a Revolução Islâmica Iraniana de 1979, a lei iraniana exige que todas as mulheres no Irã usem hijabs que cubram a cabeça e o pescoço e escondam o cabelo.
Na década de 1980, os Comitês da Revolução Islâmica cumpriram a função de polícia religiosa islâmica no Irã. Em 2005, a Patrulha de Orientação tornou-se sua organização sucessora. A Patrulha de Orientação se reporta ao Líder Supremo do Irã, o Aiatolá Ali Khamenei.
No Dia das Mães iranianas de 2013, as patrulhas recompensaram as mulheres com flores por usar xador (o estilo hijab preferido).
De acordo com o ministro do Interior do Irã, em um período de três meses em 2014, 220.000 mulheres foram levadas a delegacias e assinaram declarações prometendo usar hijabs, 19.000 receberam avisos de cobertura de cabelo e 9.000 foram detidas. Em 2014, a polícia também deu advertências e orientações a 3,6 milhões de outras iranianas que não seguiram o código de vestimenta islâmico.
Em 2015, em um período de oito meses, a polícia em Teerã parou 40.000 mulheres que dirigiam em Teerã por não obedecer às regras islâmicas de vestimenta adequada e apreendeu os carros da maioria delas, geralmente por uma semana. Em 2016, Teerã usou 7.000 oficiais disfarçados da Patrulha de Orientação para capturar os infratores do código de vestimenta islâmico.
A Patrulha de Orientação também assediou mulheres trans por falta de conformidade de gênero. Quando uma mulher trans iraniana foi espancada em abril de 2018, a polícia se recusou a ajudá-la.
O Irã também proibiu o uso de maquiagem por mulheres, mas muitas mulheres resistiram à proibição, correndo o risco de serem presas.

## Atividades
As patrulhas de orientação geralmente consistem em uma van com uma equipe masculina acompanhada por mulheres vestidas com chador que ficam em locais públicos movimentados (por exemplo, shopping centers, praças e estações de metrô), para prender mulheres que não usam hijabs ou não os usam de acordo com o governo padrões. De acordo com a Anistia Internacional, "meninas com apenas sete anos de idade" são forçadas a usar o hijab. O Escritório de Direitos Humanos das Nações Unidas disse que jovens iranianas foram violentamente esbofeteadas no rosto, espancadas com cassetetes e empurradas para dentro de vans da polícia. As mulheres são conduzidas a um estabelecimento correcional ou delegacia de polícia, são instruídas sobre como se vestir, têm suas fotos tiradas pela polícia e as informações pessoais registradas, são obrigadas a destruir qualquer roupa "ruim" com uma tesoura e, geralmente, entregues aos parentes no mesmo dia, embora muitas sejam detidas. De acordo com o artigo 683 do Código Penal Islâmico do Irã, a pena para uma mulher que não usa o hijab consiste em prisão de 10 dias a dois meses e multa de 50.000 a 500.000 rials iranianos. As infratoras também podem ser chicoteadas, até 74 vezes.
A Patrulha de Orientação também monitora trajes imodestos por homens, cortes de cabelo "estilo ocidental" usados por homens, confraternizações entre homens e mulheres, violações de restrições ao uso de maquiagem e uso de cores vivas, roupas apertadas, jeans rasgados e calças curtas. As violações incluem muito cabelo aparecendo sob um lenço na cabeça e namorado e namorada passeando juntos.
Os membros do público podem entregar uns aos outros por supostas violações do código de vestimenta, e as câmeras de trânsito também são usadas para identificar os infratores do código de vestimenta. Todas as câmeras CCTV do Irã, incluindo as de cafés, universidades e jardins de infância, transmitem suas imagens para a polícia.
Em 27 de dezembro de 2017, o brigadeiro-general Hossein Rahimi, chefe da polícia da Grande Teerã, disse: "Segundo o comandante do NAJA, aqueles que não observarem os valores islâmicos e tiverem negligência nesta área não serão mais levados para centros de detenção, um processo legal não será feito para eles, e não os enviaremos ao tribunal; ao invés disso, serão oferecidas aulas de educação para reformar seu comportamento”.

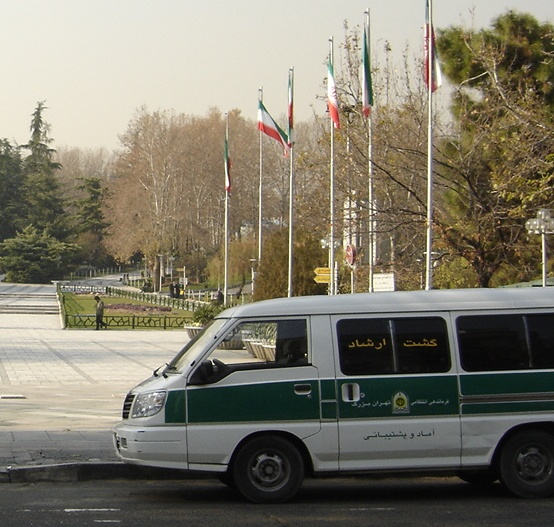
Uma van da Patrulha de Orientação estacionada em frente ao Parque Mellat, Teerã

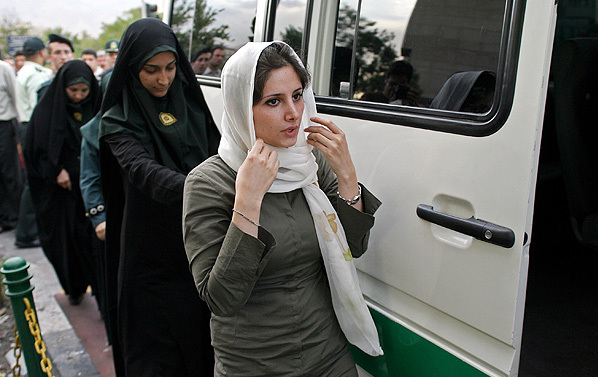
Uma mulher foi presa na Praça Vanak por uma policial religiosa por usar um hijab "impróprio"

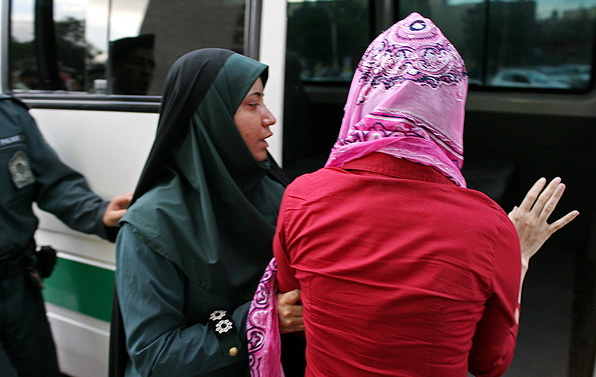
Outra mulher também foi presa e trazida em uma van por uma policial religiosa pelo mesmo motivo no mesmo local

## Controvérsias
Em 16 de setembro de 2022, a Patrulha de Orientação prendeu Mahsa Amini, uma iraniana de 22 anos, por supostamente usar seu hijab de maneira inadequada, de maneira que permitia que alguns de seus cabelos ficassem visíveis sob o hijab. Ela morreu sob sua custódia; eles alegaram que ela sofreu insuficiência cardíaca e, conseqüentemente, morreu em coma dois dias depois. Contusões nas pernas e no rosto apontam que ela foi espancada, apesar das negativas da polícia. Vários funcionários médicos e detentos que testemunharam sua prisão afirmam que funcionários da Patrulha de Orientação a torturaram na parte de trás de uma van antes de chegar à delegacia. Seu sequestro e subsequente assassinato inspiraram uma onda de protestos no Irã, inclusive na Universidade de Teerã e no Hospital Kasra, onde ela morreu.

### Sanções

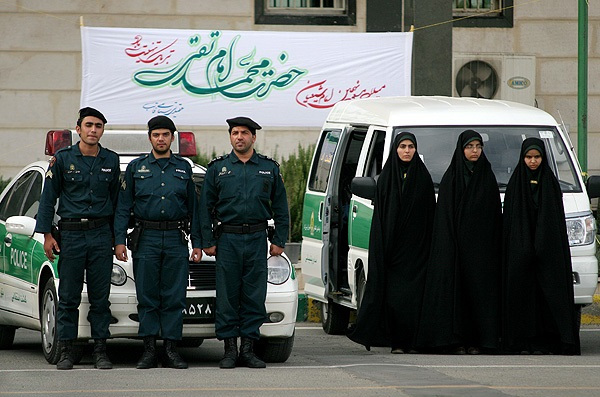
Oficiais de Patrulha de Orientação e viaturas

Em 22 de setembro de 2022, durante os protestos de Mahsa Amini, o Departamento do Tesouro dos Estados Unidos anunciou sanções contra a Patrulha de Orientação, bem como sete líderes seniores de várias organizações de segurança do Irã, "pela violência contra os manifestantes e pela morte de Mahsa Amini". Entre eles estão Mohammad Rostami Cheshmeh Gachi, chefe da Polícia de Moralidade do Irã, Haj Ahmad Mirzaei, chefe da divisão de Teerã da Polícia de Moralidade e outros oficiais de segurança iranianos. As sanções envolvem o bloqueio de quaisquer propriedades ou participações em propriedades dentro da jurisdição dos Estados Unidos e sua comunicação ao Tesouro dos Estados Unidos. Penalidades seriam impostas a qualquer parte que facilite transações ou serviços para as entidades sancionadas.
Em 26 de setembro de 2022, o primeiro-ministro canadense Justin Trudeau afirmou que seu governo imporá sanções à Patrulha de Orientação, sua liderança e aos funcionários responsáveis pela morte de Mahsa Amini e pela repressão aos manifestantes.

## Diferenças religiosas de opinião
Alguns funcionários dizem que, em sua opinião, a Patrulha de Orientação é uma polícia religiosa islâmica, cumprindo a obrigação islâmica de ordenar o que é adequado e proibir o que é impróprio e é desejada pelo povo. Outros se opõem à existência da Patrulha de Orientação, alegando que as autoridades devem respeitar a liberdade e a dignidade dos cidadãos e fazer cumprir a lei iraniana, mas não fazer cumprir o Islã. A Patrulha de Orientação foi chamada de anti-islâmica por alguns, principalmente porque cumprir os requisitos é haram (proibido) quando leva à sedição. Alguns argumentam que a noção deveria ser uma obrigação mútua, permitindo que as pessoas instruíssem os funcionários do governo, mas na prática ela é estritamente limitada a um lado.

## Alegada dissolução
O procurador-geral do Irã, Mohammad Jafar Montazeri, disse em Qom em 3 de dezembro de 2022, que a patrulha policial não está sob a supervisão do sistema judiciário e foi abolida. Ele também disse que a lei do hijab está sob revisão.
Contudo foi relatado que as actividades das  patrulhas se intensificaram. O canal estatal iraniano de língua árabe  Al Alam News Network  negou qualquer dissolução da Patrulha de Orientação e acrescentou que "a impressão máxima que se pode tirar" do comentário de Montazeri é que a polícia da moralidade e o seu ramo do governo, o poder judicial, não estão relacionados.  A 16 de julho de 2023, a força policial iraniana anunciou que as patrulhas da Polícia da Moralidade seriam reiniciadas.